# Cổ Công Đản Phủ
Cổ Công Đản Phủ (chữ Hán: 古公亶父, trì vì : 1158 TCN-1126 TCN), chính thức gọi Chu Thái vương (周太王), là thủ lĩnh bộ tộc Chu đời thứ 13 kể từ Hậu Tắc và là ông nội của Chu Văn vương Cơ Xương, tức là tổ tiên 4 đời của Chu Vũ vương Cơ Phát.

## Dời đất Mân
Cổ Công Đản Phủ sống thời nhà Thương, là con của Công Thúc Tổ Loại. Ông kế tục việc canh nông của tổ tiên, mở mang sản xuất nông nghiệp nên được dân chúng trong bộ tộc ủng hộ.
Bộ tộc Chu vốn sinh sống tại đất Mân. Các bộ tộc Nhung, Địch và Đổng Dục tới đánh Cổ Công, yêu sách của cải. Ông đáp ứng yêu cầu của họ.
Sau đó các bộ tộc này lại tới đánh, định cướp đất và dân. Dân chúng đều giận, muốn ông ra lệnh chống cự. Nhưng Cổ Công không đồng tình mà cho rằng việc đánh nhau gây ra chết chóc không nên làm. Do đó ông đưa bộ tộc mình dời đất Mân vượt qua sông Tất, sông Thư, núi Lương và định cư ở Kỳ Sơn.

## Dựng nghiệp ở Kỳ Sơn
Dân chúng đi theo Cổ Công tụ tập ở Kỳ Sơn. Những bộ tộc xung quanh nghe tiếng nhân đức của Cổ Công Đản Phủ bèn đến xin quy phục. Cổ Công bỏ những tục cũ, xây dựng nhà cửa, thành quách. Ông đưa dân chúng vào tổ chức thành làng ấp, đặt lại hệ thống quan chức.
Bộ tộc Chu giàu mạnh. Dân chúng làm thơ, soạn nhạc ca ngợi công đức của ông.

## Định chi thứ truyền ngôi
Cổ Công Đản Phủ có ba người con: Thái Bá, Trọng Ung và Quý Lịch. Quý Lịch lấy Thái Nhâm (太任) làm vợ, sinh ra Cơ Xương.
Do Cơ Xương tài giỏi, Cổ Công có ý truyền ngôi cho Quý Lịch để Cơ Xương được hưởng cơ nghiệp. Hai người con lớn là Thái Bá và Trọng Ung biết ý ông bèn bỏ trốn tới Kinh Nam để nhường ngôi cho Quý Lịch. Họ trở thành những người sáng lập nước Ngô.
Cổ Công Đản Phủ qua đời, Cơ Quý Lịch lên nối ngôi, tức là Chu công Quý. Con Cơ Xương là Cơ Phát sau này diệt nhà Thương, dựng lên nhà Chu. Cổ Công Đản Phủ được truy tôn là Thái vương (太王).